# SLC25A48
SLC25A48 (англ. Solute carrier family 25 member 48) – білок, який кодується однойменним геном, розташованим у людей на 5-й хромосомі. Довжина поліпептидного ланцюга білка становить 311 амінокислот, а молекулярна маса — 33 440.
| 10         |  | 20         |  | 30         |  | 40         |  | 50         |
| ---------- |  | ---------- |  | ---------- |  | ---------- |  | ---------- |
| MGSFQLEDFA |  | AGWIGGAASV |  | IVGHPLDTVK |  | TRLQAGVGYG |  | NTLSCIRVVY |
| RRESMFGFFK |  | GMSFPLASIA |  | VYNSVVFGVF |  | SNTQRFLSQH |  | RCGEPEASPP |
| RTLSDLLLAS |  | MVAGVVSVGL |  | GGPVDLIKIR |  | LQMQTQPFRD |  | ANLGLKSRAV |
| APAEQPAYQG |  | PVHCITTIVR |  | NEGLAGLYRG |  | ASAMLLRDVP |  | GYCLYFIPYV |
| FLSEWITPEA |  | CTGPSPCAVW |  | LAGGMAGAIS |  | WGTATPMDVV |  | KSRLQADGVY |
| LNKYKGVLDC |  | ISQSYQKEGL |  | KVFFRGITVN |  | AVRGFPMSAA |  | MFLGYELSLQ |
| AIRGDHAVTS |  | P          |  |            |  |            |  |            |

A: Аланін

C: Цистеїн

D: Аспарагінова кислота

E: Глутамінова кислота

F: Фенілаланін

G: Гліцин

H: Гістидин

I: Ізолейцин

K: Лізин

L: Лейцин

M: Метіонін

N: Аспарагін

P: Пролін

Q: Глутамін

R: Аргінін

S: Серин

T: Треонін

V: Валін

W: Триптофан

Задіяний у таких біологічних процесах, як транспорт, альтернативний сплайсинг. 
Локалізований у мембрані, мітохондрії, внутрішній мембрані мітохондрії.